# Ophiiulus barbatus
Ophiiulus barbatus är en mångfotingart som beskrevs av Karl Wilhelm Verhoeff 1908. Ophiiulus barbatus ingår i släktet Ophiiulus och familjen kejsardubbelfotingar. Inga underarter finns listade i Catalogue of Life.